# کاهش فتوالکتروشیمیایی کربن دی اکسید
احیا (کاهش) فوتوالکتروشیمیایی دی اکسید کربن (Photoelectrochemical reduction of carbon dioxide)، که به عنوان فوتوالکترولیز دی اکسید کربن (photoelectrolysis of carbon dioxide) نیز شناخته می شود، یک فرآیند شیمیایی است که در آن دی اکسید کربن توسط انرژی نور تابشی به مونوکسید کربن یا هیدروکربن تبدیل می شود. این فرآیند به کاتالیزورهایی نیاز دارد که بیشتر آنها مواد نیمه رسانا هستند. امکان سنجی این واکنش شیمیایی اولین بار توسط گیاکومو لوئیجی چیامیچیان، فتوشیمیدان ایتالیایی ارائه شد. او قبلاً در سال 1912 اظهار داشت که "با استفاده از کاتالیزورهای مناسب، باید بتوان مخلوط آب و دی اکسید کربن را به اکسیژن و متان تبدیل کرد یا باعث ایجاد سایر فرآیندهای گرماگیر شد."
علاوه بر این، گونه‌های کاهش‌یافته ممکن است به عنوان یک ماده اولیه با ارزش برای فرآیندهای دیگر به کار روند. اگر نور تابشی مورد استفاده خورشیدی باشد، این فرآیند همچنین به طور بالقوه نشان دهنده مسیرهای انرژی است که انرژی تجدیدپذیر را با کاهش CO2 ترکیب می کند.

## ترمودینامیک
پتانسیل ترمودینامیکی برای کاهش CO2 به محصولات مختلف در جدول زیر در مقایسه با NHE در pH = 7 آورده شده است. کاهش تک الکترونی CO2 به رادیکال -●CO2 در E° = -1.90 V در مقابل NHE در pH = 7 در محلول آبی در دمای 25 درجه سانتی گراد تحت فشار گاز 1 اتمسفر رخ می دهد. دلیل پتانسیل کاهشی تک الکترونی منفی بالا و از نظر ترمودینامیکی نامطلوب CO2، انرژی بازسازماندهی بزرگ بین مولکول خطی و آنیون رادیکال خمیده است. روش چند الکترونی جفت شده با پروتون برای کاهش CO2 عموماً مطلوب تر از کاهش تک الکترونی است، زیرا مولکول های ترمودینامیکی پایدارتری تولید می کند.
| CO 2 + 2 H+ + 2 e− → CO + H 2O     | E0 = −0.53 V |
| CO 2 + 2 H+ + 2 e− → HCOOH         | E0 = −0.61 V |
| CO 2 + 4 H+ + 4 e− → HCHO + H 2O   | E0 = −0.48 V |
| CO 2 + 6 H+ + 6 e− → CH 3OH + H 2O | E0 = −0.38 V |
| CO 2 + 8 H+ + 8 e− → CH 4 + 2 H 2O | E0 = −0.24 V |
| CO 2 + e− → CO− 2                  | E0 = −1.90 V |

## سینتیک
از نظر ترمودینامیکی، کاهش CO2 به روش چند الکترونی جفت شده با پروتون آسان تر از کاهش تک الکترونی است. اما مدیریت فرآیندهای چند الکترونی جفت شده با پروتون، از نظر جنبشی یک چالش بزرگ است. این منجر به بیش‌پتانسیل برای کاهش ناهمگن الکتروشیمیایی CO2 به هیدروکربن ها و الکل ها می شود. حتی کاهش ناهمگن بیشتر رادیکال آنیونی -●CO2 کاهش یافته به دلیل برهمکنش دافعه بین الکترود بایاس منفی و آنیون با بار منفی دشوار است.